# Mi última canción
«Mi última canción» es un vals peruano compuesto en 1973  por Pedro Pacheco e interpretado por Lucha Reyes, La morena de oro del Perú.

## Historia
Tras varios años de éxitos continuados, a inicios de 1973, la salud de la cantante peruana Lucha Reyes, que durante muchos años fue frágil, había empeorado debido a la intensa carrera musical. Los médicos le recomendaron anular cualquier presentación en vivo.
En mayo, debido a la diabetes que le aquejaba, Lucha Reyes se quedó ciega; entonces se puso en contacto con el compositor Pedro Pacheco Cuadro para que le escribiese una canción de despedida para su público. Pacheco compuso «Mi última canción» mientras visitaba una funeraria frente al Hospital del Empleado en Lima.
La canción dio título al último álbum de la cantante, Long-Play que también incluye «Soy tu amante» de Rafael Amaranto, «Quiero pedirte perdón» de Anna Renner, «Tuya es mi vida» de Juan Mosto, «Amor de una noche» de Pilar Quenes, y la polka «Por unos ojazos negros». En el lado B se puede escuchar «Esclavitud» de Carlos Castillo, otro tema de Pedro Pacheco «Siempre te amaré», «Allá estabas conmigo» de Arian Flores Alvan, «Locura y pasión» de German Alva y finaliza con la marinera «Que viva Chiclayo» de Luis Abelardo Núñez.
A mediados de agosto, cuando se publicó el disco, el estado físico de Reyes había empeorado, quedándose inválida y teniendo que utilizar una silla de ruedas para su movilidad. En la mañana del 31 de octubre de 1973 Lucha Reyes falleció debido a un infarto de miocardio sufrido en el coche que la trasladaba a una misa en la Sociedad Peruana de Actores por la conmemoración del Día de la Canción Criolla. Tenía 37 años.